# Medalla per l'Alliberament de Praga
La Medalla per l'Alliberament de Praga (Rus: Медаль «За освобождение Праги» - Transliterat: Medal "Za osvobozhdenie Pragi") és una medalla de la Guerra Ofensiva de la Gran Guerra Patriòtica, creada el 9 de juny de 1945 per Stalin i atorgada a tots els homes en servei de l'Exèrcit Soviètic, Marina, Tropes del Ministeri d'Interior (MVD) i Tropes del Comitè de Seguretat de l'Estat (KGB) que van participar en l'alliberament de Praga del 3 al 9 de maig del 1945, així com als organitzadors i comandants de les operacions militars relatives a l'alliberament de Praga.
Va ser atorgada sobre unes 395.000 vegades, i dels receptors 88 van rebre el títol d'Heroi de la Unió Soviètica.
50 divisions de l'Exèrcit Roig van rebre el títol "Praga"

## Disseny
Una medalla rodona de coure de 32mm de diàmetre. A l'anvers hi ha una corona de llorer amb una estrella de 5 puntes al mig sobre el sol naixent a la part inferior; mentre que a la part superior apareix la llegenda "ЗА ОСВОБОЖДЕНИЕ ПРАГИ" ("A l'alliberament de Praga"). Al revers hi apareix la data "9 Maig 1945" en caràcters ciríl·lics sobre una estrella de 5 puntes.
La medalla se suspèn sobre un galó pentagonal amb dues franges morades separades per una franja central blava, totes tres de la mateixa mida.